# Marchesi di Massa

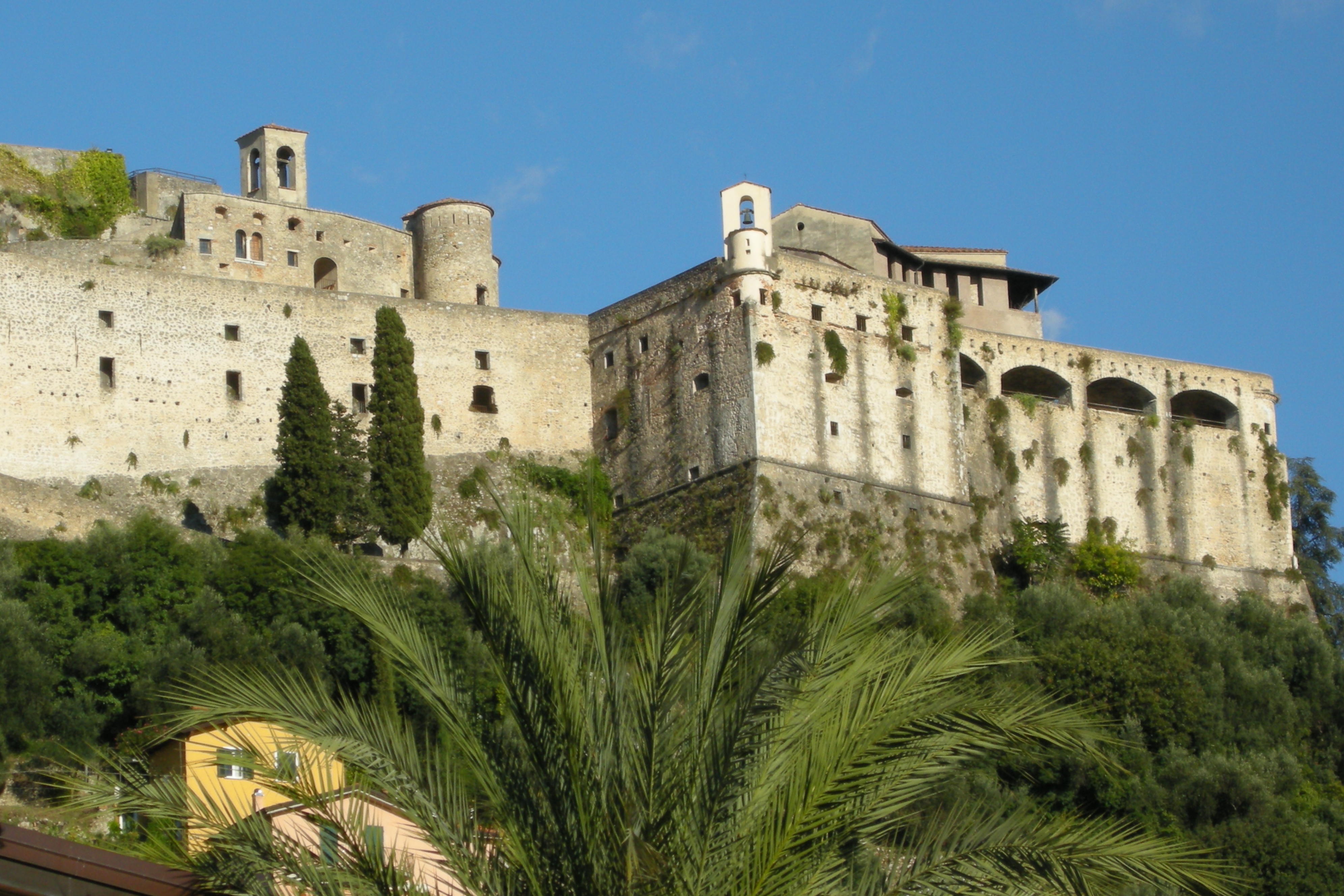
Castello di Massa

I marchesi di Massa o di Massa e Corsica sono stati una importante famiglia toscana del medioevo. 
Si fregiò di questo titolo la linea primigenia degli Obertenghi, dopo che fissarono nella Liguria orientale (territorio di Massa) il centro dei loro possedimenti, a cui si aggiunse la Corsica nell'XI secolo.

## Origine dei marchesi di Massa

### Oberto I
Nel IX secolo, nell'825, il conte Bonifacio e poi nell'845 suo figlio Adalberto, esponenti della famiglia Obertenga (o Obertenghi), originariamente possidenti in Lunigiana, erano stati incaricati della difesa della Corsica. I loro discendenti, marchesi in Italia, conservarono la funzione di difensori della Corsica. Nel 951 il capo dei marchesi toscani era Oberto-Opizzo, vicario imperiale per tutta l'Italia, signore diretto delle contee di Luni, Genova, Milano e le Isole. Gli storici hanno raggruppato i suoi discendenti sotto il nome convenzionale di “Obertenghi”. Documentato come Conte di Luni dal 945 al 948 e morto prima del 975, Oberto I ricevette intorno al 950 il titolo di Marchese della cosiddetta “Liguria di Levante”. Pochi anni dopo Ottone I lo elevò al rango di “Conte palatino", cioè di rappresentanza imperiale in tutto il regno d'Italia. Oberto I, che potrebbe essere nipote di Adalberto I marchese di Tuscia, era a capo della contea di Luni, a cui era annessa la Corsica come indica l'espressione "Lunis cum insula Corsica" che compare nella donazione di Costantino e che gli conferiva autorità, responsabilità militare e amministrativa in Corsica.
(Pierre-Paul Raoul Colonna da Cesari Rocca in Storia della Corsica, 1916)

### Famiglia Obertenga

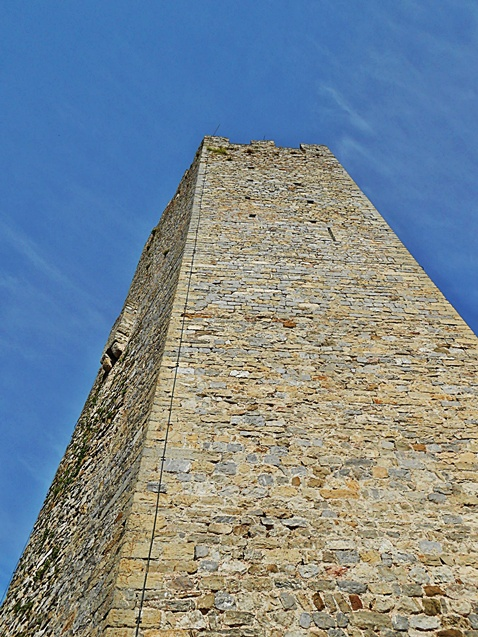
Torre degli Obertenghi, Arcola

Oberto, capostipite della dinastia degli "Obertenghi", è vicino all'imperatore; la sua funzione di “Conte del Sacro Palazzo” gli permise di costruire un enorme patrimonio fondiario, da Arezzo a Milano. La città di Pavia diventa la sua residenza ufficiale. Sposò Guilla o Willa, figlia del marchese Bonifacio di Spoleto, che diede alla luce almeno tre figli, tra cui Oberto II (975 ca - 1014 ca), che fu all'origine del casato Malaspina ed Este, oltre ad Adalberto I (925 ca - 1002 ca), capostipite dei Pallavicini e dei Massa-Parodi.

## La signoria dei marchesi di Massa
I marchesi di Massa si stabilirono in Corsica tra la fine degli anni 1070 e il febbraio 1080. Gli “Obertenghi” possedevano proprietà in tutta l'isola, da Capo Corso ad Ajaccio, dalla pianura orientale alla costa occidentale. Ben presto i loro possedimenti si estendeno su tutti l' al di là dei monti, cioè, secondo la documentazione scritta medievale, i territori di Cauro, Tuani, Balagna, Capo Corso, Rostino, Ampugnani, Orezza, Casinca, Marana, Tavagna, Giussani e Caccia. In un "Inventario dei beni del marchese secondo la documentazione scritta medievale", Daniel Istria presenta l'elenco dei beni di ciascun marchese, la loro designazione (curtis, chiesa, pascolo, vigne, terreni e case, villa, castrum e castello). Diventeranno generosi donatori per i monasteri vicini.

### Alberto IV Rufo
È possibile che Alberto IV Rufo (1040 ca - 1095) (capitano delle galee del papa) sia il loro primo rappresentante nell'isola inviato da papa Gregorio VII.
(Daniel Istria in Poteri e fortificazioni nel nord della Corsica: dall'XI al XIV secolo, 2005)
La donazione nel 1080 della curtis di Frasso, nel sud della Corsica, presso l'Abbazia di San Venerio del Tino, prova che Alberto IV Rufo aveva possedimenti fondiari nell'isola, ma anche un potere giudiziario, riconosciuto dal vescovo e dalle famiglie più importanti. Sono anche all'origine dell'acquisizione da parte dei monaci di San Gorgonio della loro prima chiesa, Santa Reparata di Balagna e mostrano generosità verso l'abate di Montecristo, almeno all'inizio del XIII secolo.
Prima del febbraio 1080 Alberto sposò Giulietta, figlia del conte Oberto di Parma. L'alleanza matrimoniale di Alberto e Giulietta, permette al marchese di avvicinarsi ai suoi domini.
Molto probabilmente offrì (o più probabilmente suo figlio Ugo) all'abbazia di San Veneri prima del 1100, la chiesa di San Gavino de Mala, piccolo edificio in stile romanico, posteriore alla fine dell'XI secolo, edificato nel cuore della piève di Tuani, sul versante settentrionale della bassa valle del Regino.

### Ugo, primo marchese di Massa e di Corsica
Documentato in Corsica tra il 1095 e il 1124, Ugo nasce dal matrimonio di Alberto IV Rufo e della Contessa Giulietta. I suoi due fratelli, Oberto Brotoporrata e Guglielmo Francigena, entrambi morti intorno al 1130, compaiono soprattutto in testi riguardanti la Toscana o la Liguria e sembrano quindi avere scarsi legami con l'isola. Tuttavia i loro discendenti, alcuni marchesi di Massa e altri di Parodi, erediteranno i possedimenti dell'isola da Ugo, che molto probabilmente morì senza figli.
Ugo è il primo a portare il titolo di Marchese di Corsica. Appare come garante di atti giuridici e in particolare di compravendite fondiarie a beneficio dei monasteri toscani. Così, tutte le donazioni importanti fatte dai vescovi e da molti laici, tra il 1095 e il 1124, sono seguite dalla sua approvazione e dalla sua firma. Il 29 novembre 1115 fu a Pisa, nel chiostro di San Vito, dove ratificò la donazione della chiesa di San Nicolao di Tomino fatta dal vescovo di Mariana a beneficio del monastero di San Gorgonio. Un mese dopo, il 22 dicembre 1115, il vescovo rinnovò la sua donazione durante una riunione del consiglio provinciale nella cattedrale di Mariana alla presenza del cardinale Rolando, legato pontificio e del marchese Ugo, apparso come testimone subito dopo i due prelati. Infine, alcuni documenti menzionano nella loro datazione il regno del papa e del marchese secondo la formula: presidente domino nostro Urbano in sede apostolica et regnante domino Ugo marchio in insula Corsica. È quindi molto probabile che l'acquisizione del titolo di Marchese di Corsica da parte di Ugo sia legata alle nuove concessioni pontificie.
Con i suoi due fratelli furono vassalli dell'arcivescovo di Pisa, insigne signore dell'isola che diede loro intorno al 1100 e in feudo, il castrum e la curtis di Livorno, secondo la politica riformatrice di Gregorio VII per soggezione e delega dei poteri temporali ai laici.
Nel 1116 il marchese Ugo e il fratello Alberto offrirono all'abate della Gorgone due pascoli e due vigne. Di questi quattro appezzamenti, uno apparteneva un tempo al pievano di Cruce e l'altro alla casa de Cruce.

### I marchesi di Rostino
Essendo la documentazione scarsa, l'esatta genealogia dei marchesi di Rostino rimane impossibile da determinare. 
(Daniel Istria)
Nel 1174 Guglielmo concluse un'alleanza con i consoli di Genova, che lo costrinse a partecipare con il suo esercito al conflitto contro Pisa e i Malaspina, in cambio i genovesi si impegnarono a salvaguardarne la vita e i beni.Lo stesso approccio è adottato dai cugini Guglielmo Saraceno e Raniero figlio di Alberto de Zueta, i quali, dopo aver recuperato il loro castello di Parodi nel 1171, furono obbligati a giurare fedeltà ai rappresentanti del comune di Genova. Questi patti furono rinnovati nel 1223 dai loro eredi Opito e Corrado, figli di Ranieri.

### In Sardegna
Un altro marchese di Massa giocherà un ruolo fondamentale tra il 1190 e il 1214 in una guerra per il controllo della Sardegna: Guglielmo, figlio di Oberto de Massa e nipote di Alberto Corso, nipote di Guglielmo. Nacque poco dopo il matrimonio del padre con Giorgia, figlia del giudice di Cagliari Costantino II Salusio III. Nel 1188 Oberto conquista il trono del giudicato di Cagliari. Due anni dopo subentrò il figlio Guglielmo che sposò Adelaide, figlia di Moruello Malaspina poi, in seconde nozze, Guisana, forse figlia del conte Guido Burgondione de Capraia. Condusse con successo spedizioni militari contro i giudici di Arborea e Torres. Morì all'inizio dell'anno 1214. Come i suoi zii e cugini, questo Guglielmo ha interessi in Corsica. Fornirà al monastero di Montecristo numerosi possedimenti ubicati ad Ampugnani.

## Fine dei marchesi di Massa
Nel XIV secolo gli ultimi possessi furono ceduti all'abbazia di San Venerio (La Spezia).
Sembra la fine di Massa come stato autonomo, ma nel 1441 i Malaspina (la cui famiglia é un ramo anch'esso degli Obertenghi) del marchesato di Fosdinovo comprano il castello (e il feudo) che poi sarà sede di un proprio ramo della famiglia, inizialmente come marchesi di Massa e signori di Carrara, e, dopo la fusione con i Cybo (la famiglia di papa Innocenzo VIII), come sovrani del Ducato di Massa e Principato di Carrara, uno Stato che sarà indipendente fino all'Ottocento.